# Lixy Rodríguez
Lixy Rodríguez Zamora (San Miguel de Grecia, 4 novembre 1990) è una calciatrice costaricana, difensore del León e della nazionale costaricana.

## Palmarès

### Club
- Campionato spagnolo di seconda divisione: 1

Tacón: 2018-2019

### Nazionale
- Giochi centramericani: 1

2013